# Darány
Darány je vas na Madžarskem, ki upravno spada pod podregijo Barcsi Šomodske županije.